# Костомаровская набережная
Костома́ровская на́бережная — набережная в центре Москвы на правом берегу Яузы в Таганском районе между  Большим Полуярославским переулком и Андрониковым виадуком.

## История
Примыкает к Костомаровскому переулку, по которому получила своё название.

## Описание

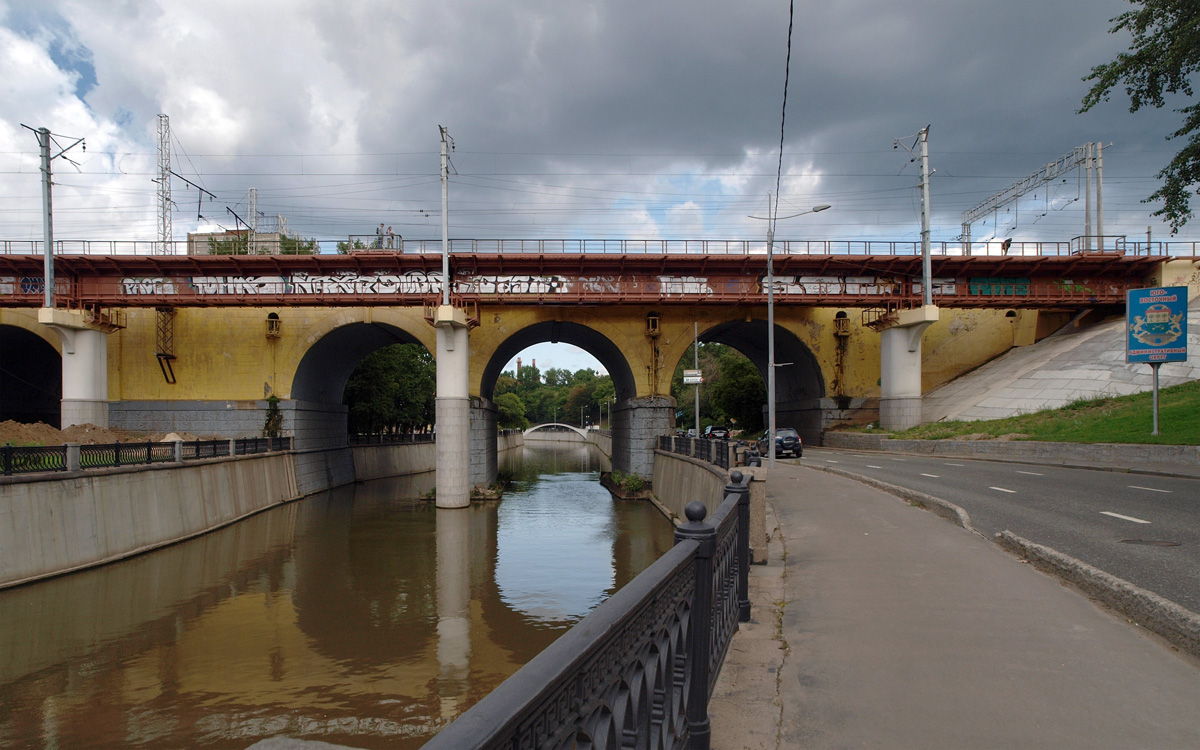
Андроников виадук с Андроньевской набережной. Костомаровская набережная — слева

Костомаровская набережная продолжает Полуярославскую и начинается от выхода к Яузе Большого Полуярославского переулка. Она  проходит на юго-восток, слева к ней примыкает Наставнический переулок, затем набережная поворачивает с рекой на северо-восток, проходит под Костомаровским мостом и за Андрониковым мостом Курского и Горьковского направлений МЖД (перегон «Москва-Курская пассажирская»—«Серп и молот») переходит в Сыромятническую. Напротив расположены Николоямская и Андроньевская набережные.

## Здания и сооружения
Дома расположены только по нечётной стороне.
- № 29 — Московский государственный колледж информационных технологий (здание 1936 года постройки).